# Politisk vänster
Politisk vänster är en kategorisering som uppkom 1790 i den franska nationalförsamlingen under franska revolutionen. De radikalaste ledamöterna (republikanerna) satt då till vänster i nationalförsamlingens sessionssal.
Under senare delen av 1800- och början av 1900-talet betecknade ”vänstern” den liberala och socialistiska riksdagsoppositionen mot de konservativa partierna. Från 1900-talet och framåt har begreppet i Europa kommit att bli i stort sett synonymt med olika former av socialdemokratiska och andra socialistiska partier. Med "revolutionär vänster" avses kommunistiska och - beroende på definition - olika anarkistiska inriktningar. Liberala partier inkluderas inte längre i begreppet, utan har i stället intagit en "mitten"-position. Detta på grund av att liberalismens progressiva socialpolitik, alltså individuella fri- och rättigheter för alla samhällsgrupper, i den offentliga debatten vunnit allmänt erkännande från både höger och vänster, samtidigt som den genom sitt stöd för marknadsekonomi snarare än ekonomisk demokrati ligger närmare den politiska högern.
Något förenklat brukar således partier till vänster beskrivas som socialistiska. Ett fokus för dagens politiska vänster är ofta utjämning av skillnader i utfall, ofta i ekonomiska termer. Skillnader i utfall menar de utgör orättvisa klyftor. Att utjämna klyftor mellan olika grupper i samhället menar vänstern är en strävan efter jämlikhet och rättvisa. Grupper definieras ibland utifrån marxistiska idéer om klassamhället och ibland utefter diskrimineringsgrunder
| ”                         | Vi eftersträvar jämlika och rättvisa utfall... Makt, kapital och sociala förmåner ska inte koncentreras till några få, utan fördelas rättvist. | „ |
| – Socialdemokraterna 2021 | |   |

Liberala idéer (t.ex. jämställdhet mellan könen och antirasism, men utan ett klassperspektiv) lever dock kvar hos vänsterpartierna. I Norge och Danmark bär liberala partier fortfarande namnet Venstre (vänster). I USA används däremot begreppet om Demokratiska partiet, som ur europeisk synvinkel snarare torde anses tillhöra den politiska mitten (borgerlig vänster).
I dagens Sverige anses Socialdemokraterna och Vänsterpartiet som delar av den politiska vänstern. Under perioden kring 1970 bildades en rad andra vänsterorganisationer, ibland kallade bokstavsvänstern, varav vissa finns kvar idag (2022). Den extrema och våldsbejakande delen av svensk politisk vänster kallas av Säkerhetspolisen för "den autonoma miljön". Dessutom finns ett stort antal lokala och nationella vänsterinriktade grupper och partier som ibland men inte alltid ställer upp i parlamentariska val.